# Galdina Baruzzo
Galdina Baruzzo (Mogliano Veneto, 13 aprile 1957) è un'ex cestista italiana.

## Carriera
Con l'Italia ha disputato i Campionati europei del 1981.